# Joan de Casanova
Joan de Casanova (Barcelona, 1387 - Florència, 1436) fou un cardenal i escriptor català en llengua llatina. Pertanyia a l'orde de predicadors. Prengué l'hàbit a Barcelona l'any 1403. Estudià gramàtica, lògica i teologia a la Universitat de Salamanca. El papa Martí V el va fer bisbe de Bosa, a Sardenya, el 1424. Posteriorment fou bisbe d'Elna. L'any 1426 fou nomenat bisbe de Vic, tot i que no prengué possessió de càrrec. L'any 1427 tornà a Barcelona, amb el seguici d'Alfons el Magnànim, del qual fou confessor. El 1430 fou investit cardenal pel papa Martí V. L'any 1431 li fou concedida l'administració del bisbat de Girona, a perpetuïtat.

## Obres
- Exhortacio (ad Eugenium IV pro reuocanda Basileensis concilii dissolutione)
- Quaestio est utrum papa subsit iudicio concilii generalis
- Tractatus de potestate ecclesie ex concilii generalis
- Quaestio utrum secundum magnos doctores papa subsit iudicio generalis concilii in materia fidei
- Quaestio: Quid uenit nomine Ecclesiae
- Tractatus de potestate papae supra concilium
- Contra Schismaticos Basileenses
- Tractatus de papa heretico
- Epistulae
- Sermo de annuntiatione uirginis Mariae in praesentia papae (1435)
- Carmina